# Майрамадаг (река)
Майрамадаг (осет. Майрӕмададжы дон) — река в России, протекает по Пригородному и Алагирскому районам республики Северная Осетия. Длина реки составляет 19 км. Площадь водосборного бассейна — 79,9 км².
Начинается на северном склоне горы Сокинбарз, течёт в северном направлении через буково-грабовый лес, в низовьях — по безлесому пространству. Сливаясь с Солёной, образует Кубанку. На реке расположено одноимённое село Майрамадаг.
Основные притоки — Армидон (лв) и Тёплая (лв).

## Данные водного реестра
По данным государственного водного реестра России относится к Западно-Каспийскому бассейновому округу, водохозяйственный участок реки — Ардон. Речной бассейн реки — реки бассейна Каспийского моря междуречья Терека и Волги.
Код объекта в государственном водном реестре — 07020000112108200003443.